# Kautzen
Kautzen è un comune austriaco di 1 154 abitanti nel distretto di Waidhofen an der Thaya, in Bassa Austria; ha lo status di comune mercato (Marktgemeinde).